# São Tomé (ö)

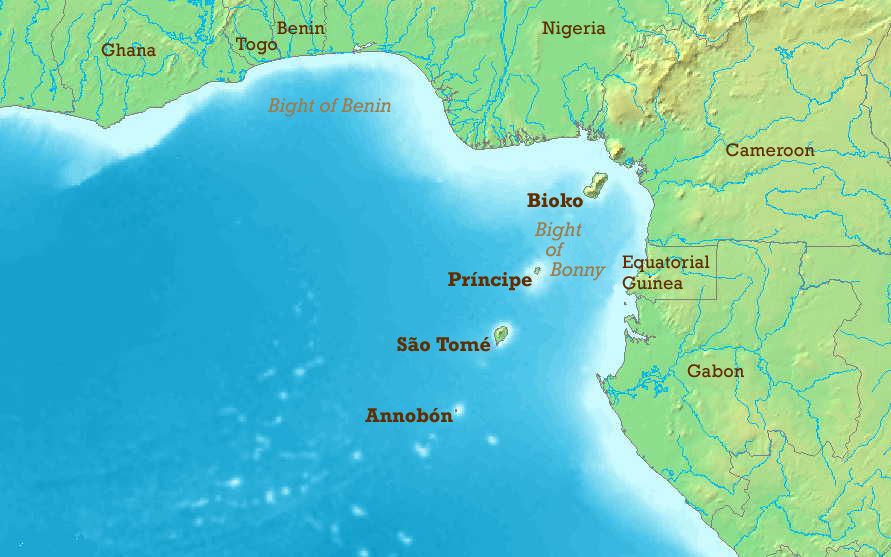
São Tomé.

São Tomé är den större av de två huvudöarna i São Tomé och Príncipe. Ön är 854 km² stor och har cirka 157 000 invånare. Största orten på ön är São Tomé. Denna ö och mindre närliggande öar utgör São Tomé provinsen, som är indelad i sex distrikt. Huvudön ligger 2 km norr om ekvatorn. Det är ca 48 km lång (nord-syd) och 32 km bred (öst-väst). Den närmaste staden på fastlandet Afrika är hamnstaden Port Gentil i Gabon ligger 240 km öster ut.

## Historia
År 1471 upptäcktes São Tomé av den portugisiska sjöfararen Pêro Escobar. Den första bosättningen på São Tomé ägde rum 1493 då Álvaro Caminha utsågs som guvernör av den portugisiska kronan. Portugal skickade ut judiska familjer för att kolonisera ön. Dessa startade sockerplantager och importerade slavar från Afrika. På 1500-talet konkurrerades plantagerna ut av Brasilien som producerade ett bättre och billigare socker. Slavar från Angola flydde upp i bergen och deras ledare Rei Amador organiserade ett slavuppror 1595.

## Natur

### Geologi
São Toméön bildades för mindre än 30 miljoner år sedan och består av en sköldvulkan, som reser sig ur en djuphavsslätt på 3000 meters djup. Högsta punkt, Pico de São Tomé ligger på 2 024 meter över havet. Både São Tomé och Príncipe ligger på Kamerunlinjen, en vulkankedja som sträcker sig från Kamerun åt sydväst. Den mesta lavan som har runnit ut under de senaste miljonerna år är basalt.

### Flora och fauna

Sãotomésolfågel

São Tomé och Príncipe har aldrig varit en del av Afrika. Flora och fauna har därför kommit till öarna med vind eller havsströmmar. São Tomé har den största biologiska mångfalden av alla öar i Guineabukten. På öarna finns fem endemiska amfibier, 120 endemiska växter och 15 endemiska fåglar. Det finns inga större däggdjur.